# Stání na Ugře
Stání na řece Ugře byla vojenská akce v roce 1480 mezi jednotkami chána Velké hordy Achmata a jednotkami moskevského velkoknížete Ivana III. s podporou jednotek vologdského údělného knížete Andreje Menšího, které dokončilo svržení mongolsko-tatarského jha v Rusku, zejména v jeho severovýchodní části,  kde trvala nejdéle a kde probíhal proces formování jednotného ruského státu.

## Pozadí
V roce 1472 se chán Achmat s početným vojskem pohnul směrem k hranicím Moskevského velkoknížectví, ke kterému velkokníže Ivan III. připojil Novgorodské země. Chán Achmat však na Novgorod přislíbil jarlyk již polskému králi Kazimíru IV. Jagellonskému. Sám chán byl dlouho zaneprázdněn válkou s Krymským chanátem, proto svoji pozornost k Rusi obrátil až v roce 1480 a během vyjednávání vyčítal Ivanu III., že již devátý rok neplatí tribut. Chánovi se podařilo vyjednat s králem Kazimírem IV. dohodu o vojenské pomoci. V té době Pskovské knížectví napadla vojska Livonského řádu a proti Ivanu III. vojensky povstali jeho bratři Boris Volocký a Andrej Větší.

## Události roku 1480
Bojaři na dvoře Ivana III. se rozdělili na dvě skupiny: jedni radili před Achmatem utíkat a druzí nabádali k boji s ním. Ivan III. začal stahovat vojska k břehům řeky Oky a sám dorazil 23. června k městu Kolomna, kde se zastavil v očekávání dalších událostí. Téhož dne přivezli z Vladimiru do Moskvy zázračnou Vladimirskou ikonu Matky Boží, s jejíž přímluvou byla v roce 1395 spojena záchrana Rusi před vojsky Tamerlána.
Vojsko chána Achmata se volně pohybovalo po území Litevského velkoknížectví a chán podle dohody očekával od Kazimíra IV. pomoc, která však nepřišla. Krymští Tataři byli spojenci Ivana III. a tak odklonili chánovy litevské jednotky útokem na Podolí. Achmat věděl, že na řece Oce stojí ruská vojska, proto se rozhodl z Litvy vtrhnout na ruské území přes řeku Ugru. Ivan III. se o tom doslechl a poslal na Ugru svého syna Ivana a bratra Andreje Menšího.

## Stání na Ugře
Z Kolomny se Ivan III. vrátil do Moskvy 30. září, aby se radil s dumou, metropolitou a bojary. Přijeli i jeho bratři Andrej Větší a Boris Volocký, se kterými se Ivan III. usmířil. Velkokníže obdržel v Moskvě jednomyslnou odpověď: „stát pevně za pravoslavným křesťanstvím proti busurmanům“ (busurman (z pers.) – mohamedán, nekřesťan, nevěřící).
Dne 3. října Ivan III. odešel z Moskvy a zamířil do města Kremenec, kde zůstal jen s malým oddílem a všechna vojska poslal k břehům Ugry. Ruské jednotky se přitom táhly podél řeky v tenké linii až 60 verst. Achmat se pokusil 8. října překročit Ugru, ale jeho útok byl odražen silami Ivana Mladého, proto chán ustoupil dvě versty a zastavil se v Luze. Vojska Ivana III. zaujala obranné pozice na protějším břehu řeky a začalo slavné stání na Ugře. Pravidelně docházelo k přestřelkám, ale ani jedna strana se neodhodlala k vážnému útoku.

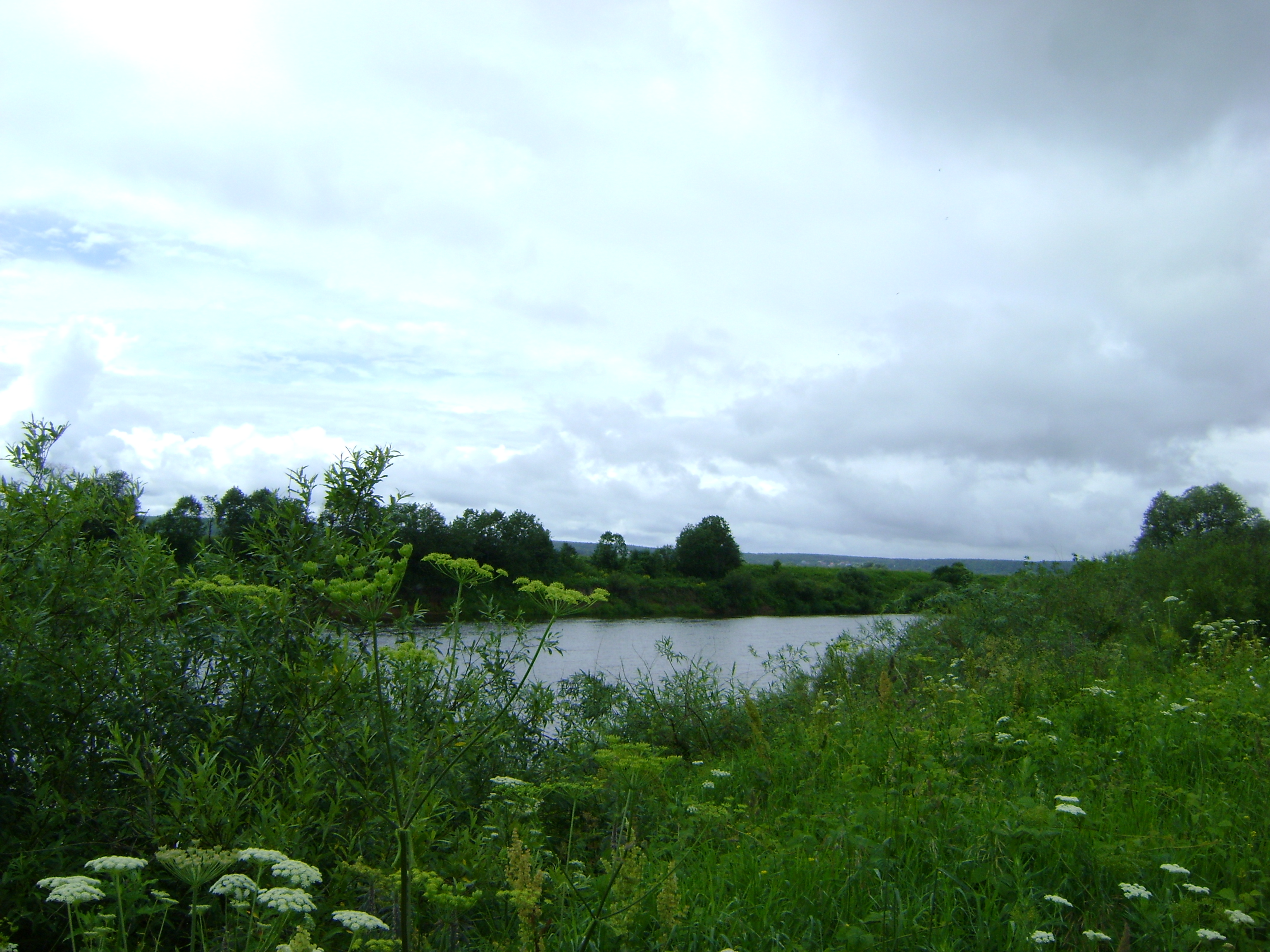
Řeka Ugra poblíž historického stání v kalužské oblasti.

V této pozici začala vyjednávání. Achmat požadoval, aby za ním přišel sám veliký kníže nebo jeho syn, nebo alespoň jeho bratr s výrazem pokory a zaplatil daň, kterou Hordě za sedm let dlužili. Ivan III vyslal zkušeného bojara Ivana Fedoroviče Tovarkova-Usu spolu s dary. Ze strany Ivana požadavky na tribut byly odmítnuty, chánovy dary nebyly přijaty a jednání s Achmatem byla přerušena. Pozice moskevského velkoknížete se neustále zlepšovala:
- vojska Andreje Většího a Borise Volockého se k Ugře rychle blížila
- krymský chán Mengli I.Geraj dle svého slibu napadl Podolí a tím se chán Achmat už nemohl spoléhat na pomoc Kazimíra IV.
- velké množství koní a dobytka při dlouhém stání na jednom místě zdevastovalo veškeré zásoby krmiva, kterého chánova armáda pociťovala naléhavý nedostatek; kdežto ruští vojáci (hlavně pěchota) byli zásobováni moukou a obilím z velkovévodských skladišť
- v chánově vojsku se podle letopisů rozmohla úplavice, ruského vojska se však nedotkla
- nečinné stání Ivanu III. vyhovovalo, ale pro Achmata jako iniciátora vojenského tažení se takový přístup rovnal porážce

## Ukončení stání
Nástup chladného počasí a nadcházející zamrznutí řeky donutilo Ivana III. změnit svou předchozí taktiku, aby zabránil přechodu Hordy přes Ugru k ruským vojskům. 28. října se veliký kníže moskevský rozhodl stáhnout jednotky ke Kremenci a dále je soustřeďovat u Borovska, aby tam na příznivém místě vyčkávaly na bojové střetnutí s chánem a jeho vojsky. Chán Achmat po obdržení zprávy, že v jeho hlubokém týlu operuje diverzní oddíl knížete Nozdrovatoho a krymského prince Nur-Devleta (možná také obdržel informace o chystaném útoku Nogajských Tatarů), při silném nedostatku potravy a krmiva se neodvážil vyjít na rozhodující střetnutí s Rusy a na přelomu října a listopadu obrátil svá vojska k návratu do Hordy. Na zpáteční cestě vyplenil dvanáct litevských měst a jejich okolí (Mcensk, Serpejsk, Kozelsk a další) jako pomstu králi Kazimíru IV. za neposkytnutí vojenské pomoci.

## Výsledek stání

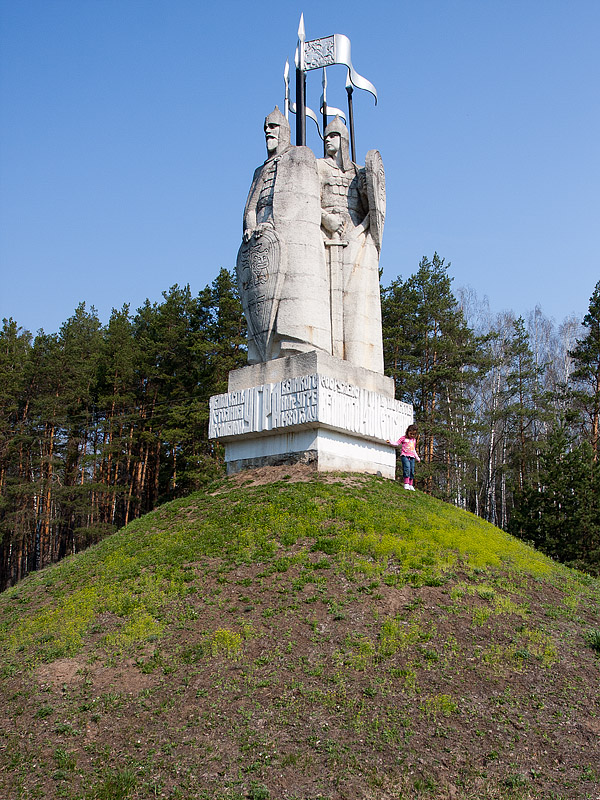
Památník Stání na Ugře roku 1480

Stání na Ugře ukončilo mongolsko-tatarské jho na Rusi. Horda byla značně oslabena, její dny jako státu byly sečteny a chán Achmat byl v roce 1481 zabit v důsledku náhlého přepadení ťumeňského chána Ibaka. Rusové to připisovali zázračné přímluvě Matky Boží, která zachránila ruskou zemi před zkázou a řece Ugra se začalo říkat Pás Bohorodice. Ruský stát se stal samostatným a začala nová historická epocha.
Stáním na Ugře Ivan vytvořil předpoklady k dovršení sjednocování ruských knížectví pod vládou Moskvy. V roce 1487 uznal svoji závislost na Moskvě Kazaňský chanát, Ivan III. upevnil vztahy také s Krymským chanátem a navázal diplomatické styky s osmanským sultánem. Od té doby se započal i hospodářský vzestup Rusi, peněžní prostředky na dříve vyplácený tribut Hordě byly od té doby využity na ekonomický rozvoj velkoknížectví.
V roce 1980, při oslavě 500. výročí stání na Ugře, byl na jejím břehu v oblasti Kaluga odhalen pomník na počest této významné události ruských dějin.